# St. Elizabeth
St. Elizabeth – wieś w Stanach Zjednoczonych, w stanie Missouri, w hrabstwie Miller.